# Răchita de Jos
Răchita de Jos – wieś w Rumunii, w okręgu Dolj, w gminie Brabova. W 2011 roku liczyła 331 mieszkańców.